# Tala (Jalisco)
Tala es una ciudad mexicana ubicada en el estado de Jalisco, cabecera del municipio homónimo.

## Significado o toponimia
Tala, "Tlallan", "Tierra de Gigantes",  en Jalisco, fue un señorío gobernado por Pitáloc quien tuvo bajo su jurisdicción a Ahuitzculco, Ocotán, Nextipac y Xocotán. Se cree que su fundación data el año 1126. En 1530, lo conquistó Nuño Beltrán de Guzmán y en 1531 fue evangelizado por fray Antonio de Segovia, fray Juan de Vadillo y fray Andrés de Córdova.

## Reseña Histórica
Los peninsulares encontraron diseminadas en el Valle de Tala las ruinas de cués o adoratorios. Los aborígenes no se sometieron con facilidad a los conquistadores y sostuvieron con ellos dos batallas. 
Su primer gobernante fue Francisco Socorro Nuño de Guzmán que fue el aborigen más combativo, quedando luego en su lugar Pedro Patiño de Guzmán. En 1579 pasó a ser encaminada de Diego de Colio. 
Sus moradores tenían un bosque que adoraban mucho, siendo obligados a talarlo a la llegada de los españoles. Por sarcasmo o despectivamente comenzaron a llamar al poblado Talatitlán, degenerando en su nombre actual. 
Tala quedó comprometido en la jurisdicción del Reino de Nueva Galicia con carácter de corregimiento. Sobre las características de esta región, Domingo Lázaro de Arregui en su “Descripción de la Nueva Galicia, refiere lo siguiente:" “El Pueblo (...) de Tlala está por la parte occidental de Guadalaxara, como 9 lenguas, detrás de una serranía pequeña y en un valle, el mejor que se halla en este reino. Tiene este pueblo de Tlala y sus sujetos 85 tributarios y medio, y desde el año de 1610 hasta de 1621 han faltado de esta jurisdicción 46 tributarios. Y todos los indios de esta jurisdicción se ocupan lo más del año en cortar vigas de pinos de la serranía pequeña que se dice estarle vecina, y llevarlas a Guadalaxara que se provee de este monte de este menester y leña”. 
“Y en este monte, como a legua y media de este pueblo hasta el sureste, están las aguas calientes que dicen de Tala; y son las más frecuentes de este reino (...) Es el agua muy buena para beber enfriándola, y así caliente, y se han curado en este año llagas que se tenían por incurables. 
Tiene una casa de paja o dos muy mal abrigadas, y es lástima que no las tengan como merecen la bondad del agua. El Valle que como queda dicho es muy grande y bueno, tiene algunas haciendas o estancias, que todas se pueden reducir a la de Los Cuisillos de Juan González de Apodaca, alguacil mayor de corte de este reino (...) esta hacienda (es) labor de trigo, en que se suelen coger siete u ocho mil fanegas de trigo, y es estancia de ganado mayor, donde se hierran tres o cuatro mil becerros cada año y muchas mulas (...)”.
Durante toda la época colonial, Tala conservó su categoría de corregimiento.
Desde 1825 perteneció al primer Cantón de Guadalajara y al departamento o partido de Zapopan; y en esa fecha Tala ya tenía ayuntamiento.
Hacia 1890 el pueblo de Tala comprendía en su jurisdicción a los siguientes pueblos y haciendas: El Refugio, Cuisillos, Huastla, San Isidro, Ahuisculco, Santa Ana Tepetitlán y Navajas. 
En 1920 se anexan al municipio Cuxpala y San Isidro. 
Por decreto número 10211, publicado el 10 de enero de 1980, se dispuso que la población de Tala se elevara a la categoría de ciudad, por haber alcanzado índices superiores de progreso en los aspectos político, económico, cultura, social, demográfico; por sus obras de infraestructura y en mérito a la grandeza y dignidad de sus habitantes que se caracterizan por sus cualidades cívicas, morales e intelectuales.

## Escudo de armas
Se convocó a concurso para su diseño, siendo Presidente Municipal el C. Javier Barragán Castro. El escudo se conformó con elementos que aportaron los trabajos presentados por los señores Javier Ignacio Calderón Soltero, Jorge Murillo Vidal, Jesús Navarro López y Héctor Enrique Zavala Casas.
El blasón se registró oficialmente el 4 de septiembre de 1983.
El escudo de armas, en su estructura, es un escudo cuartelado representando, en el cuartel superior diestro, los valores espirituales que están por encima de la Filosofía del Hombre, tales como la Educación y la Ciencia representadas por un libro abierto y por una estrella, respectivamente.
En el cuartel superior, aparece una cruz franciscana, que simboliza a San Francisco de Asís, santo patrono de Tala.
En el cuartel inferior, está en rodela con una macana que simbolizan el poder y la unión del cacique Pitoloc fundador de Tala, por órdenes del rey de Tonalá.
En el cuartel inferior, aparece la tierra cultivada por la mano del hombre.
Enmarcan el escudo y todo el conjunto, en la parte superior a manera de corona, un sol, copiado de los códices aztecas que simboliza el lugar de origen de sus fundadores (Tonalá) del náhuatl (sol naciente); y un listón cortado en dos puntas a manera de gallardete con la divisa que dice “ABUNDANCIA PRODUJO LA TIERRA, PORQUE TRABAJÓ INTRÉPIDA GENTE".
Posteriormente al pie del mismo, otro listón con la leyenda que dice “Tlallan” en lengua náhuatl, que significa “lugar o tierra de cultivo”.
Lo complementan dos cañas de azúcar, por ser el municipio de Tala en la actualidad eminentemente cañero.

## Historia
Los peninsulares encontraron diseminadas en el Valle de Tala las ruinas de cués o adoratorios. Los aborígenes no se sometieron con facilidad a los conquistadores y sostuvieron con ellos dos batallas.
Tala quedó comprometido en la jurisdicción del Reino de Nueva Galicia con carácter de corregimiento. Sobre las características de esta región. Domingo Lázaro de Arregui en su “Descripción de la Nueva Galicia, refiere lo siguiente:" “El Pueblo (...) de Tlala está por la parte occidental de Guadalaxara, como 9 lenguas, detrás de una serranía pequeña y en un valle, el mejor que se halla en este reino. Tiene este pueblo de Tlala y sus sujetos 85 tributarios y medio, y desde el año de 1610 hasta de 1621 han faltado de esta jurisdicción 46 tributarios. Y todos los indios de esta jurisdicción se ocupan lo más del año en cortar vigas de pinos de la serranía pequeña que se dice estarle vecina, y llevarlas a Guadalaxara que se provee de este monte de este menester y leña”. Fue un señorío gobernado por Pitáloc quien tuvo bajo su jurisdicción a Ahuitzculco, Ocotán, Nextipac y Xocotán.
Nuño Beltrán de Guzmán lo conquistó en 1530 y lo evangelizaron en 1531 fray Antonio de Segovia, fray Juan de Badillo y fray Andrés de Córdova. Su primer gobernante fue Francisco Socorro Nuño de Guzmán que el aborigen más combativo, quedando luego en su lugar Pedro Patiño de Guzmán.
En 1579 pasó a ser encomienda de Diego de Colio. Sus moradores tenían un bosque que adoraban mucho, siendo obligados a talarlo a la llegada de los españoles. Por sarcasmo o despectivamente comenzaron a llamar al poblado Talatitlán, degenerando en su nombre actual.
“Y en este monte, como a legua y media de este pueblo hasta el sureste, están las aguas calientes que dicen de Tala; y son las más frecuentes de este reino (...) Es el agua muy buena para beber enfriándola, y así caliente, y se han curado en este año llagas que se tenían por incurables.
Tiene una casa de paja o dos muy mal abrigadas, y es lástima que no las tengan como merecen la bondad del agua. El Valle que como queda dicho es muy grande y bueno, tiene algunas haciendas o estancias, que todas se pueden reducir a la de Los Cuisillos de Juan González de Apodaca, alguacil mayor de corte de este reino (...) esta hacienda (es) labor de trigo, en que se suelen coger siete u ocho mil fanegas de trigo, y es estancia de ganado mayor, donde se hierran tres o cuatro mil becerros cada año y muchas mulas (...)”.
Durante toda la época colonial, Tala conservó su categoría de corregimiento.
Desde 1825 perteneció al primer Cantón de Guadalajara y al departamento o partido de Zapopan; y en esa fecha Tala ya tenía ayuntamiento. El 3 de abril de 1844 se establece ayuntamiento. Desde 1847 perteneció al 1º Cantón de Guadalajara y al Departamento o Partido Zapopan. En 1887 tiene categoría de pueblo. En 1995 Tala es elevada a la categoría de ciudad.
Hacia 1890 el pueblo de Tala comprendía en su jurisdicción a los siguientes pueblos y haciendas: El Refugio, Cuisillos, Huaxtla, San Isidro, Ahuisculco, Santa Ana Tepetitlán y Navajas.
En 1920 se anexan al municipio Cuxpala y San Isidro.
Por decreto número 10211, publicado el 10 de enero de 1980, se dispuso que la población de Tala se elevara a la categoría de ciudad, por haber alcanzado índices superiores de progreso en los aspectos político, económico, cultura, social, demográfico; por sus obras de infraestructura y en mérito a la grandeza y dignidad de sus habitantes que se caracterizan por sus cualidades cívicas, morales e intelectuales.

## Cronología de hechos históricos
- 1126 - Fundación de Tlallan.
- 1825 - Tala ya tenía ayuntamiento y pertenecía al cantón de Guadalajara y departamento de Zapopan.
- 1980 - El 10 de enero. Por decreto número 10211, la población de Tala se elevó a la categoría de ciudad.

## Economía (principales sectores, productos y servicios)
- Ganadería: se cría ganado bovino, porcino y caprino. Además de aves y colmenas.
- Agricultura: destacan el maíz, caña de azúcar, arándanos, garbanzo, sorgo, camote, maguey, mezcal y cacahuate.
- Comercio: predominan los giros dedicados a la venta de productos de primera necesidad y los comercios mixtos que venden en pequeña escala artículos diversos.
- Servicios: se prestan servicios financieros, profesionales, técnicos, comunales, sociales, turísticos, personales y de mantenimiento.
- Minería: se explotan minerales no metálicos como el ópalo, cuarzo y balasto.
- Industria: considerable desarrollo industrial causado básicamente por la existencia del ingenio azucarero del municipio, que es el segundo en importancia en el estado.
- Pesca: se capturan especies como carpa, mojarra y lobina.
- Explotación forestal: pino, roble, encino.

## Salud
La atención a la salud es prestada en el municipio por la Secretaría de Salud Jalisco y el Instituto Mexicano del Seguro Social (IMSS).
El renglón de bienestar social es atendido en sus diferentes vertientes por el Sistema para el Desarrollo Integral de la Familia (DIF) a través del comité municipal.

## Abasto
En lo referente a servicios de abasto al consumo popular, esta necesidad es cubierta por 316 tiendas de abarrotes que venden alimentos y bebidas, 65 carnicerías, y 42 giros que venden frutas y legumbres frescas.
En la cabecera municipal existe 1 mercado público de 89 locales, lo que convierte a esta población en abastecedora de localidades más pequeñas.

## Deporte
Se cuenta para su práctica con centros deportivos que en su conjunto tienen canchas de fútbol, basquetbol, voleibol, lienzo charro y juegos infantiles, escuela de natación Tala
Por su cercanía al Bosque de la primavera, valles y bastos caminos rurales, el deporte en auge es el ciclismo de montaña.
En lo que respecta a cultura y recreación, el municipio cuenta con una plaza cívica, parques, jardines, casa de la cultura, biblioteca, cine, centro social y recreativo. También, cuenta con atractivos naturales como los Balnearios de San Isidro Mazatepec: San Antonio y Río Escondido que son de agua termal y el Balneario Chorros de Tala que cuenta con una cascada de aproximadamente 10 metros de altura formada por las aguas termales del Río Salado.
Natali Ruby Delgadillo Flores, originaria del municipio de Tala, fue una deportista de alto rendimiento naturalizada para la selección estadounidense, con la cual ganó medalla de oro en las olimpiadas de Inglaterra en la disciplina de natación femenil.

## Vivienda
Se cuentan un total de 13, 671 viviendas particulares habitadas, con un promedio de 4.11 ocupantes por vivienda. Cuenta la mayoría de las mismas con los servicios de energía eléctrica y agua entubada y en menor proporción con drenaje. El tipo de construcción es de losa de concreto, bóveda de ladrillo o teja en los techos y tabique, bloc o adobe en los muros.

## Servicios públicos
El municipio ofrece a sus habitantes los servicios de agua potable, alcantarillado, alumbrado público, mercados, rastros, cementerios, vialidad, aseo público, seguridad pública, parques, jardines y centros deportivos.
En lo que concierne a servicios básicos el 96.4% de los habitantes disponen de agua potable; en alcantarillado la cobertura es del 96% y en el servicio de energía eléctrica el 98.5%.

## Medios de comunicación
Respecto a medios de comunicación, el municipio cuenta con correo, telégrafo, teléfono, medio informativo digital, fax, señal de radio y televisión y radiotelefonía.

## Vías de comunicación
El transporte terrestre se realiza mediante la carretera Guadalajara-Ameca, Tala-Santa Cruz de las Flores y Guadalajara-Etzatlán.
Cuenta con una red de caminos revestidos, de terracería y rurales que intercomunican las localidades.
El transporte ferroviario se lleva a cabo a través de la línea Guadalajara-Nogales y sus respectivos ramales.
Hay servicios de autobuses suburbanos e interurbanos.

## Religión
Entre la población de 5 años y más de edad de este municipio predomina la religión cristiana católica la cual es profesada por la mayoría de la población (95,65%); en menor proporción se encuentran Testigos de Jehová, creyentes de doctrinas evangélicas y protestantes (3,09%). Asimismo el 0,88% de los habitantes manifestaron no practicar religión alguna.
Fuente: Centro Estatal de Estudios Municipales.

## Turismo
En el municipio de Tala se pueden admirar algunos cascos de hacienda entre los que sobresale el del Refugio, ya que todo el desarrollo histórico se ha dado en base al ingenio. Las edificaciones de tipo religioso más importante son: La Capilla del Rosario del siglo XIX que se encuentra junto a la ex hacienda de Cuisillos; y el templo de San Francisco de Asís de estilo neoclásico, ubicado en Tala.
El municipio cuenta con bosques naturales localizados en “La Primavera” Ahuisculco, Cerro de Las Garzas, Cerro Monte Negro, Cerro Las Navajas y balnearios como Los Tejabanes y El Rincón.
Principales Localidades
La caracterización del municipio mexicano tiene su fundamento en la Constitución Política de los Estados Unidos Mexicanos, artículo 115; que lo define como la base de la división territorial y de la Organización Política y Administrativa de los Estados.
La estructura del Municipio Libre entonces se marca en el citado texto constitucional sobre la base de:
La integración de la autoridad política personificada en el Ayuntamiento de elección popular y directa,
Su autonomía producto de su personalidad jurídica, administración de su patrimonio y facultad de darse sus normas internas, de organización y generales de convivencia comunitaria, en observancia a las Leyes,
Las funciones y servicios públicos básicos a su cargo,
El manejo libre de su Hacienda,
Sus facultades de planeación del desarrollo urbano y control territorial,
La función de policía preventiva de seguridad pública,
Las relaciones de trabajo con sus servidores públicos.
El principio de Soberanía de los Estados enmarcado en la Constitución Política de los Estados Unidos Mexicanos, artículos 40, 41 primer párrafo y 133, otorga a las Entidades Federativas la potestad para desarrollar, bajo la base constitucional, la legislación sobre la cual se desenvuelve la vida institucional y competencias del municipio libre como orden de Gobierno.
La Constitución Política del Estado Libre y Soberano de Jalisco, Título Primero, Capítulo II “Del territorio del Estado”, refiere que los municipios son aquellos señalados en la Ley que establece las bases generales de la administración pública municipal.
La Ley del Gobierno y la Administración Pública del Estado de Jalisco vigente desde el 22 de mayo de 2001, en el Título de Disposiciones Generales, señala que los municipios pueden determinar la constitución de Delegaciones Municipales, fijando requisitos que en los centros de población se deben cumplir en cuanto a la cantidad de habitantes (2,500), escuela primaria en funciones, disposición de terreno e infraestructura para la prestación de los servicios y que sea solicitado al Ayuntamiento por las dos terceras partes de su población; dejando la facultad del municipio de constituir Agencias Municipales para los demás centros de población.
Arquitectura
- Hacienda Cuisillos
- Guachimontones

Artesanías
- Elaboración de huaraches y muebles de madera

Iglesias
- Parroquia de San Francisco de Asís
- Parroquia de San José Obrero.
- Templos varios
  - Capilla de Nuestra Señora de San Juan (Capilla)
  - Templo de Nuestra Señora de Lourdes (Rosal)
  - Templo de Jesús Divino Preso (Barrancones)
  - Templo de Sagrado Corazón de Jesús (Arenita)
  - Templo de Ntra. Señora de Guadalupe (Col. Guadalupe)
  - Templo de Nuestra Señora del Sagrario (Ingenio)
  - Asilo de Ancianos (Aguacate)
- Templos de las Comunidades Foráneas:
  - Templo San Isidro Mazatepec
  - Templo Ahuisculco
  - Templo San Juan de los Arcos
  - Templo Ruiseñores
  - Templo Refugio
  - Templo Cuisillos
  - Templo Pacana

Museos
- Museo de Arquitectura Tlallan

Parques y reservas
- Barranca Arroyo Hondo
- Barranca El Chorro
- Cerro Las Garzas
- Cerro Monte Negro
- Cerro Las Navajas

Balnearios
- Los Tejabanes
- Los Chorros
- Termal San Isidro
- Las Tortugas

Sitios históricos
- El Refugio de Orendain.
- Predio La Aunita.

## Fiestas

### Fiestas civiles
- Feria Nacional de la Caña. Entre los meses de abril y mayo (2009, 2013 y 2015)
- Fiestas Patrias. A mediados de septiembre
- Festival de las aves en Ahuisculco[5] (2016, 2018)

### Fiestas religiosas
- Fiestas en honor de San Francisco de Asís. Entre los meses de septiembre y octubre
- Fiestas en honor de San José Obrero. Entre los meses de abril y mayo
- Fiestas en honor de Nuestra Señora del Refugio. Entre los meses de junio y julio.
- Fiestas en honor de San Juan Evangelista Ultima semana de diciembre
- Fiestas en honor de Nuestra Señora de la salud En Septiembre

## Radio
| Frecuencia kHz | Estación | Nombre          | Ubicación del transmisor | Potencia kW | Operador            |
| 104.7          | XHRGO-FM | Radio Cañaveral |                          | 3           | Víctor Parra Copado |

## Deporte
- Nuevo Club Deportivo de Tala.
- Escuela de Natación Tala.

## Educación
En este municipio se encuentra la Preparatoria Regional de  Tala , propiedad de la Universidad de Guadalajara